# 고성 교사리 석조삼존불상
고성 교사리 석조삼존불상(固城 校社里 石造三尊佛像)은 대한민국 경상남도 고성군 고성읍 교사리, 석불사에 있는 불상이다.
1974년 12월 28일 경상남도의 유형문화재 제122호 교사리 삼존석불로 지정되었다가, 2018년 12월 20일 현재의 명칭으로 변경되었다.

## 개요
중앙에 앉아 있는 본존불을 중심으로 오른쪽에 지장보살, 왼쪽에 관음보살이 서 있는 삼존불(三尊佛)이다. 모두 머리와 손, 발 등이 없어진 채로 흩어져 있던 것을 석고로 복원해 놓은 것이다.
본존불은 왼쪽 어깨에 옷을 걸치고 있으며 옷주름을 부드럽게 새겼고, 두 팔은 모두 내려 무릎 부근에 대고 있다. 수염의 표현과 꼭 다문 작은 입이 인상적이며 귀는 길지 않다.
지장보살은 민머리에 본존불과 같은 얼굴이며, 옷은 양 어깨를 감싸고 입었다. 관음보살은 주먹을 쥔 오른손을 가슴에 대고 있으며 머리에는 관을 썼다. 팔·다리 등의 근육, 옷을 입는 법, 건장한 신체 등으로 보아 불교의 수호신인 금강역사상(金剛力士像)으로 여겨진다.
현재는 불신만 남아 있으나 대좌와 불상 뒤편에 있는 광배의 일부, 돌사자 조각 등이 부근에 흩어져 있다.

## 참고 문헌
- 고성 교사리 석조삼존불상 - 국가유산청 국가유산포털